# 李瑩英
李瑩英 台灣數學家，美國史丹佛大學數學博士，現為國立臺灣大學數學系特聘教授，專業數學微分幾何與幾何分析。

## 經歷
李瑩英高中就讀臺北市立第一女子高級中學，大學就讀台大數學系，1985年畢業後拿到全額獎學金到美國史丹佛大學攻讀數學系博士，1992年畢業後至普林斯頓高等研究院工作，1993年返台至臺灣大學數學系擔任副教授，2012年獲聘為特聘教授，直至今日。

担任中華民國數學會第四十四屆理事長。

## 學術成就
李瑩英研究證明在特殊情況下的拉格拉極小曲面的存在性與唯一性，並與龐加萊的合作者發現許多不同重要性質的孤立子解，並被成功的應用到對具自交點之均曲率流做手術。
李瑩英在2000到2007年間，與數學界的專家學者們一起為台灣教育部修訂九年一貫的數學課程綱要，
同時解決當時因建構式數學教學法而引起的爭議，為「台灣幾何國際會議」和「台灣幾何論壇」兩系列的創設者。

| 年份        | 項目                                        |
| ----------- | ------------------------------------------- |
| 2019        | 第12屆台灣傑出女科學家獎-最高榮譽「傑出獎」 |
| 2015        | 第59屆教育部學術獎                          |
| 2013        | 中華民國數學學會學術獎                      |
| 2011 ~2014  | 科技部傑出研究獎                            |
| 2008        | 北區理論科學研究中心榮譽研究員              |
| 1999        | 國立台灣大學理學院 青年學人獎               |
| 1998        | 國立台灣大學 全校教學優良教師               |
| 1998 ~ 2000 | 行政院國家科學委員會 傑出研究獎             |
| 1991 ~ 1992 | 美國Alfred P. Sloan博士論文獎助             |

## 軼事
李瑩英家中並不富裕，從小父母離異，在小學時，原本被安排由父親扶養，但是她因為想念母親，所以在放學後經常直接跑回母親家，抗拒回祖父母家，在多次與祖父母的抗爭中，終於爭取到與母親一起生活的願望。

李瑩英博士認為能力提升及培養眼界與態度，就像一個穩固的三角形。她經常鼓勵年輕學子們，要忠於自我，放膽追夢。